# 相談援助実習指導者
相談援助実習指導者（そうだんえんじょじっしゅうしどうしゃ）は、社会福祉士の資格の一つで、相談援助実習を行う実習指導者を指す。
社会福祉士取得後、3年以上の相談援助業務経験を有する社会福祉施設・機関の職員で「社会福祉士実習指導者講習会」を受講し、研修終了後修了証を得た者に認定される。
社会福祉士養成課程における科目「相談援助実習」履修要件として相談援助実習指導者が行う相談援助実習指導は
1. 相談援助にかかる知識と技術について具体的かつ実際的に理解し実践的な技術等を体得すること
2. 社会福祉士として求められる資質、技能、倫理、自己に求められる課題把握等、総合的に対応できる能力を習得すること
3. 関連分野の専門職との連携のあり方及びその具体的内容を実践的に理解すること

を目的として、実際に社会福祉士が行う相談援助業務の実践を総合的・包括的に訓練を行うことがもとめられている。
2007年の社会福祉士及び介護福祉士法の改正により社会福祉士養成カリキュラムが改訂され、実習指導者の要件として講習会の受講が義務付けられることになり、2012年4月から完全施行された。

## 準拠法令
社会福祉士に関する科目を定める省令に規定された実習指導者の要件は以下のとおり。
社会福祉に関する科目を定める省令 （平成二十年三月二十四日文部科学省・厚生労働省令第三号）
（実習演習科目の時間数等） 
第四条七  実習施設等における相談援助実習（市町村において相談援助実習を行う場合を含む。次号において同じ。）を指導する実習指導者は、社会福祉士の資格を取得した後、相談援助の業務に三年以上従事した経験を有する者であって、かつ、実習指導者を養成するために行う講習会であって厚生労働大臣が別に定める基準を満たすものとしてあらかじめ厚生労働大臣に届け出られたものを修了した者であること。